# کریستیانه هوربیگر
کریستیانه هوربیگر (به آلمانی: Christiane Hörbiger؛ زادهٔ ۱۳ اکتبر ۱۹۳۸) یک هنرپیشه اهل اتریش بود.
از فیلم‌ها یا برنامه‌های تلویزیونی که وی در آن نقش داشته‌است می‌توان به ویکتوریا اشاره کرد.

## زندگی شخصی و مرگ
هوربیگر با کارگردان ولفگانگ گلوک ازدواج کرده بود. همسر دوم او رولف آر. بیگلر روزنامه‌نگار سوئیسی بود. آنها یک پسر به نام ساشا داشتند. پس از مرگ بیگلر در سال ۱۹۷۸، گرهارد توتشینگر، کارگردان و نویسنده، شریک زندگی او شد. او در سال ۲۰۱۶ درگذشت. هوربیگر عمدتاً در وین زندگی می‌کرد. او سفیر یونیسف بود و متعهد به کمک به سرطان بود.
هوربیگر در ۳۰ نوامبر ۲۰۲۲ در سن ۸۴ سالگی در وین درگذشت.